# Dolicharthria desertalis
Dolicharthria desertalis là một loài bướm đêm trong họ Crambidae.